# Still... You Turn Me On

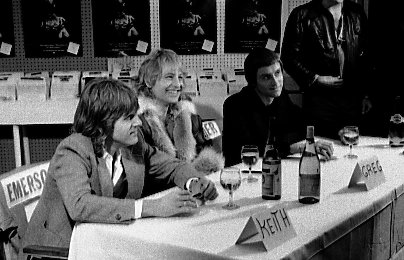
Emerson, Lake & Palmer

Still... You Turn Me On (lett. "Eppure... mi ecciti") è un brano musicale del gruppo progressive rock britannico Emerson, Lake & Palmer (ELP), inserito nell'album Brain Salad Surgery del 1973.

## Descrizione

### Genesi
Il brano, interamente scritto da Greg Lake (che, oltre al basso, vi suona anche la chitarra solista e la 12 corde acustica), è considerato come un equilibrio necessario dell'album, dominato dalle composizioni aggressive. Nonostante il fatto che esso si sia distinto come ovvia scelta unica, il trio non scelse di pubblicarlo come singolo, per due motivi diversi:
1. l'uso della batteria è, praticamente, assente dal brano;
2. Still... You Turn Me On era la canzone meno rappresentativa dell'album, o del loro suono generale[3].

Il brano uscì, comunque, negli Stati Uniti come lato B del singolo promozionale Brain Salad Surgery (1974).

### Curiosità
Per la prima volta, nel brano, il batterista Carl Palmer suona l'hammered-dulcimer (o salterio a percussione), mentre Keith Emerson vi interviene alla fisarmonica.

### Altre versioni
Le versioni dal vivo, del brano, si possono trovare negli album Welcome Back, My Friends, to the Show That Never Ends (1974), Live at the Royal Albert Hall (1993), King Biscuit Flower Hour: Greatest Hits Live (1997), Songs of a Lifetime (2013) e sei presenze nelle serie The Original Bootleg Series from the Manticore Vaults: Vol. 2, 3 e 4 (2001-2006).
Il brano è presente anche nelle raccolte The Best (1980) e The Essential (2007).

## Accoglienza
La rivista Rolling Stone ha incluso il brano nella sua lista di 10 Essential ELP Songs e ha dichiarato che "si tratta del mestiere sonoro di Greg Lake e dell'atmosfera di Keith Emerson, che rendono Still... You Turn Me On così intramontabile. Gli ELP, anche quand'erano ossessionati dal suono del futuro, conoscevano una buona melodia nel cuore dell'arte".
Aaron Ghitelman di Live for Live Music ha dichiarato che Still... You Turn Me On mette in scena il mastering di Lake in qualità di cantautore. Ha anche definito la canzone molto bella. Tom Muscarella di Rock'n'Roll Remnants non solo ha descritto la canzone come un'adorabile ballata, ma anche ha dichiarato che Still... You Turn Me On era nello stesso stile di Lucky Man.
La rivista Classic Rock ha definito il brano "poetico e bello con riff stratificati e un bel contrappeso di melodia e canto, preceduto dal violento strumentale". Questo brano, breve ma commovente, contiene profondi e romantici testi che gli hanno valso un fiero share radiofonico.

## Formazione
- Keith Emerson – fisarmonica
- Greg Lake – voce, basso, chitarre
- Carl Palmer – hammered-dulcimer

## Cover varie (Lista parziale)
- Nei Lisboa ha registrato il brano nel 1998 per il suo album Hi-Fi.
- Sempre nello stesso anno, i Mary Newsletter[N 3] l'hanno rifatto per una compilation intitolata Fanfare to the Pirates: A Tribute to ELP, insieme ad altri artisti della Mellow[N 3].
- Nel 2016, si pensava che la giovanissima Connie Talbot (nella foto) avrebbe potuto pubblicarne una versione del tutto acustica, con chitarra e voce, nel suo album Matters to Me[N 4].

### Esplicative
1. ↑  Che dà anche il titolo al brano presente sul lato A, già pubblicato l'anno precedente – subito dopo essere scartato dall'omonimo album, per motivi di spazio – come prima traccia dell'omonimo flexi-disc.
2. ↑  Album solista di Lake.
3. 1 2  Il tutto per l'Italia.
4. ↑  Uscito il 25 marzo, proprio quando la cantante aveva 16 anni incompiuti; infatti lei è nata il 20 novembre 2000.

### Bibliografiche
1. ↑  (EN) 50 Greatest Prog Rock Album of All Time, su Rolling Stone, 17 giugno 2015. URL consultato il 22 marzo 2019.
2. ↑   Jerry McCulley, Emerson, Lake & Palmer – Brain Salad Surgery (Rhino Records, R9 759800), Los Angeles, 2000.
3. ↑   Mark Powell, Emerson, Lake & Palmer – Brain Salad Surgery (Sanctuary Records, 5308195), Londra, 2008.
4. ↑  (EN) Dan Epstein, Richard Gehr e Jason Heller, Emerson, Lake and Palmer: 10 Essential Songs, su Rolling Stone, 11 marzo 2016. URL consultato il 9 maggio 2025.
5. ↑  (EN) Looking Back on Emerson Lake and Palmer's Masterpiece Album, "Brain Salad Surgery", su Live for Live Music, 14 dicembre 2014. URL consultato il 9 maggio 2025.
6. ↑  (EN) Song of the Week – Still… You Turn Me On, Emerson Lake & Palmer, su Rock'n'Roll Remnants, 10 dicembre 2016. URL consultato il 9 maggio 2025.
7. ↑  (EN) Brain Salad Surgery by Emerson, Lake & Palmer, su Classic Rock, 21 gennaio 2013. URL consultato il 9 maggio 2025.